# Mettet

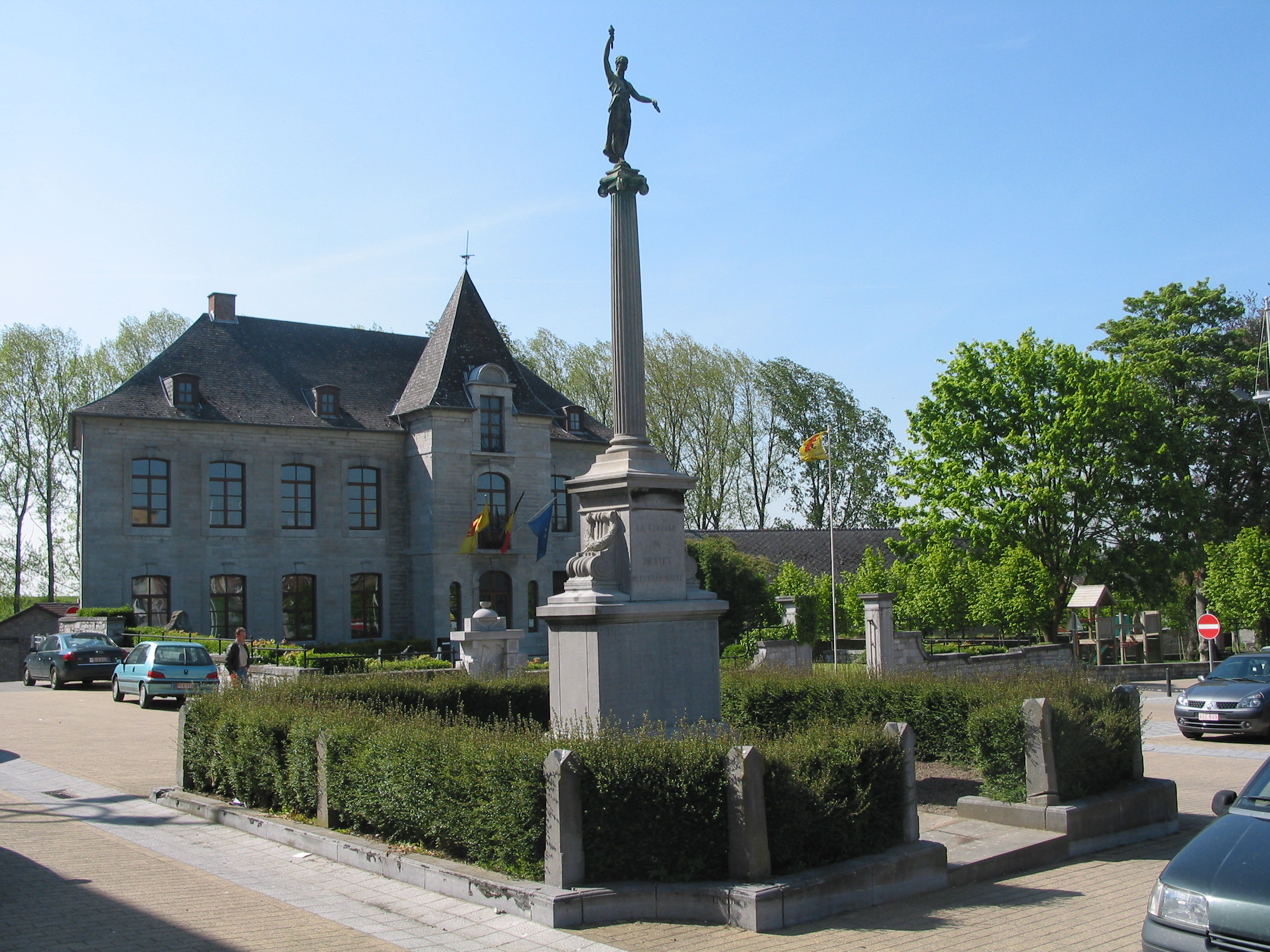
Mettet: tòa thị chính

Mettetlà một đô thị ở tỉnh Namur. Tại thời điểm ngày 1 tháng 1 năm 2006, đô thị này có dân số 11.977 người. Tổng diện tích là 116,78 km², với mật độ dân số 103 người trên mỗi km².